# Bohdíkov
Bohdíkov (in tedesco Märzdorf) è un comune della Repubblica Ceca facente parte del distretto di Šumperk, nella regione di Olomouc.